# Danilo Pérez

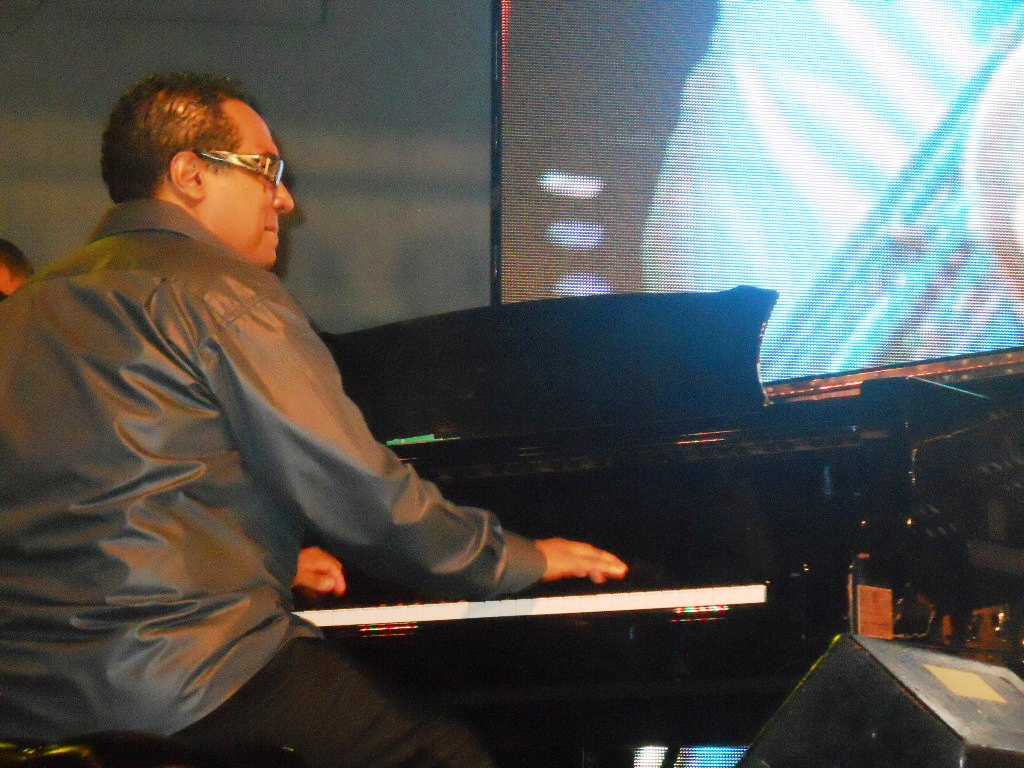
Danilo Pérez (Panama, 2012)

Danilo Pérez (* 29. Dezember 1965 in Panama) ist ein panamaischer Jazz-Pianist.

## Leben und Wirken
Pérez begann schon im Alter von drei Jahren mit dem Klavierspiel und studierte mit zehn Jahren klassisches Klavier am Nationalkonservatorium von Panama. In der Salsa-Band seines Vaters spielte er Schlagzeug und Synthesizer. Er ging in die USA, um Elektronik an der Indiana University zu studieren, 1985 wechselte er zum Musikstudium ans Berklee College of Music.
Danach arbeitete er zwei Jahre mit Jon Hendricks, dann mit Paquito D’Rivera sowie Terence Blanchard und Claudio Roditi. Er erschien erstmals auf dem Album Reunion von D’Rivera und Arturo Sandoval. Von 1989 bis 1992 war er Mitglied von Dizzy Gillespies United Nations Orchestra. Bekannt wurde unter anderem das Album Live at the Royal Festival Hall.
Seit 1993 war er als Bandleader aktiv. Es erschienen seine ersten eigenen Alben: Danilo Pérez und The Journey. Mit Sandoval nahm er 1994 das mit einem Grammy ausgezeichnete Album Danzon auf. Seit 1995 war er auch Mitglied von Wynton Marsalis’ Band. Im gleichen Jahr nahm er mit dem Panamaischen Sinfonieorchester eine Orchesterversion von The Journey auf.
1996 erschien als Ergebnis seiner Auseinandersetzung mit der Musik Thelonious Monks das Album Panamonk, 1998 folgte das für einen Grammy nominierte Album Central Avenue.
1997 erhielt er einen Kompositionsauftrag für den Concorso Internazionale di Composizione in Bologna; sein Blues For The Saints wurde vom Vibraphonisten Gary Burton und dem Orchestra Sinfonica dell'Emilia-Romagna unter Jerzy Maksymiuk aufgeführt. Bei den jährlichen New York Jazz Awards erhielt er 1998 den Preis für die Best Artist or Band in Performance. 1999 erhielt er einen Kompositionsauftrag für das Chicago Jazz Festival; das Stück Suite of the Americas erschien 2000 auf seinem Album für das Label Verve Motherland.
2000 wurde Pérez für ein Solokonzert in das Kennedy Center in Washington, D.C. eingeladen. Im gleichen Jahr wurde er Kulturbotschafter von Panama, daneben ist er Begründer und Leiter des jährlichen Panama Jazz Festival und auch Botschafter des Guten Willens für die UNICEF.
Gegenwärtig ist Pérez Mitglied des Wayne Shorter Quartet und arbeitet mit Ben Street und Adam Cruz. Er ist der Direktor des Berklee Global Jazz.

## Diskographische Hinweise
- Danilo Perez mit Santi Debriano, Jack DeJohnette, Joe Lovano, David Sánchez, Ruben Blades, 1993
- The Journey, mit David Sánchez, Milton Cardona, Ignacio Berroa, Kimati Dinizulu, George Garzone, Larry Grenadier, 1994
- Danzon (Dance On) mit Arturo Sandoval, Giovanni Hidalgo, Carlos Gomez, Juan Nogueras, Rigo Herrera, Rita Quintero, Cheito Quinones, Bill Cosby, Kenny Anderson, Dana Teboe, Ed Calle, Rene Toledo, Richard Eddy, Gloria Estefan, Roger Ingram, Sal Cuevas, Felix Gomez, Eddy Rivera, Vikki Carr, Dave Valentin, Willy Chirino, 1994
- PanaMonk mit Terri Lyne Carrington, Avishai Cohen, Jeff Tain Watts, Olga Roman, 1996
- Central Avenue mit John Patitucci, Jeff Ballard, Jeff Tain Watts, Luciana Souza, Raul Vital, 1998
- Motherland mit Claudia Acuña, Greg Askew, Aquiles Baez, Brian Blade, Louis Bauzo, Richard Bona, Richard Byrd, Regina Carter, Carlos Henriquez, Chris Potter, Luisito Quintero, Kurt Rosenwinkel, Antonio Sánchez, Luciana Souza, Diego Urcola, Ricaurte Villarreal, 2000
- Footprints Live mit Wayne Shorter, John Patitucci, Brian Blade, 2002
- ...Till Then mit John Patitucci, Brian Blade, Ben Street, Lizz Wright, Donny McCaslin, Adam Cruz, 2003
- Danilo Perez Trio Live at the Jazz Showcase mit Adam Cruz, Ben Street, 2005
- Danilo Pérez – Across the Crystal Sea (arrangiert und dirigiert von Claus Ogerman), 2008
- Danilo Pérez – Providencia, Mack Avenue Records, 2010
- Danilo Pérez featuring the Global Messengers: Crisálida (2022)